# Andrzej Golota
Andrzej Jan Gołota (I USA ofta nämnd under namnet Andrew Golota), född 5 januari 1968, är en polsk boxare som medverkat i fyra matcher om världsmästarbältet i tungvikt utan att ha segrat.
Gołota har varit involverad i fler kontroversiella matcher. Bland annat har han förlorat två matcher mot världsmästaren Riddick Bowe 1996 på diskvalifikation genom låga slag (fick då smeknamnet "The Foul Pole") efter att ha lett stort på poäng. I andra matcher har han blivit slagen KO i rond ett efter att, som staben kring honom hävdat, han fått en panikattack. Så var fallet i mötet med Lennox Lewis om världsmästarbältet 1997.
År 2000 deltog Gołota i den första professionella boxningsmatchen i Kina någonsin då han slog Marcus Rhodes KO i rond tre. Senare samma år mötte han Mike Tyson. Golota fick 2,2 miljoner dollar och Tyson fick tio miljoner dollar. Golota blev nedslagen i rond ett och bröt käken. Han vägrade komma ut för rond tre och lämnade arenan och en upprörd publik kastade öl och popcorn på honom när han gick mot omklädningsrummet. Som anledning till sitt beteende förklarade han senare att domaren ignorerat Tysons smutsiga boxning. Tyson förklarades som segrare på TKO men resultatet ändrades senare till No Contest (NC) då Tyson testade positivt för marijuana.
Efter att ha förlorat på poäng i två matcher gällande en VM-titel 2004, mot Chris Byrd och John Ruiz, båda väldigt omdiskuterade, fick Gołota en ny chans att bli världsmästare. I maj 2005 mötte han WBO-mästaren Lamon Brewster men blev TKO-besegrad i rond ett.
Gołota vann under sin amatörkarriär brons i OS 1988 i Supertungvikt bakom Riddick Bowe och Lennox Lewis.